# Chiesa di Santa Maria Assunta (Carrosio)
La chiesa di Santa Maria Assunta è la parrocchiale di Carrosio, in provincia di Alessandria e arcidiocesi di Genova; fa parte del vicariato di Gavi.

## Storia
La prima citazione di una cappella a Carrosio dedicata a santa Maria Assunta risale al 1212; questo luogo di culto dipendeva dell'abbazia tortonese di San Marziano, mentre l'attività pastorale era di pertinenza della parrocchia di Voltaggio.
La comunità carrosiana, già inserita nella diocesi di Tortona, nel 1248 passò all'arcidiocesi di Genova con bolla di papa Innocenzo IV datata 3 giugno.
L'antica chiesa, eretta a parrocchiale nel 1490, andò distrutta nel 1582 per cause a noi sconosciute.
La prima pietra della nuova parrocchiale barocca venne posta nel 1675; l'edificio fu poi portato a compimento nel 1729.
Nel 1980, in ossequio alle usanze postconciliari, si procedette all'adeguamento liturgico mediante l'aggiunta dell'ambone e dell'altare in metallo rivolto all'assemblea.

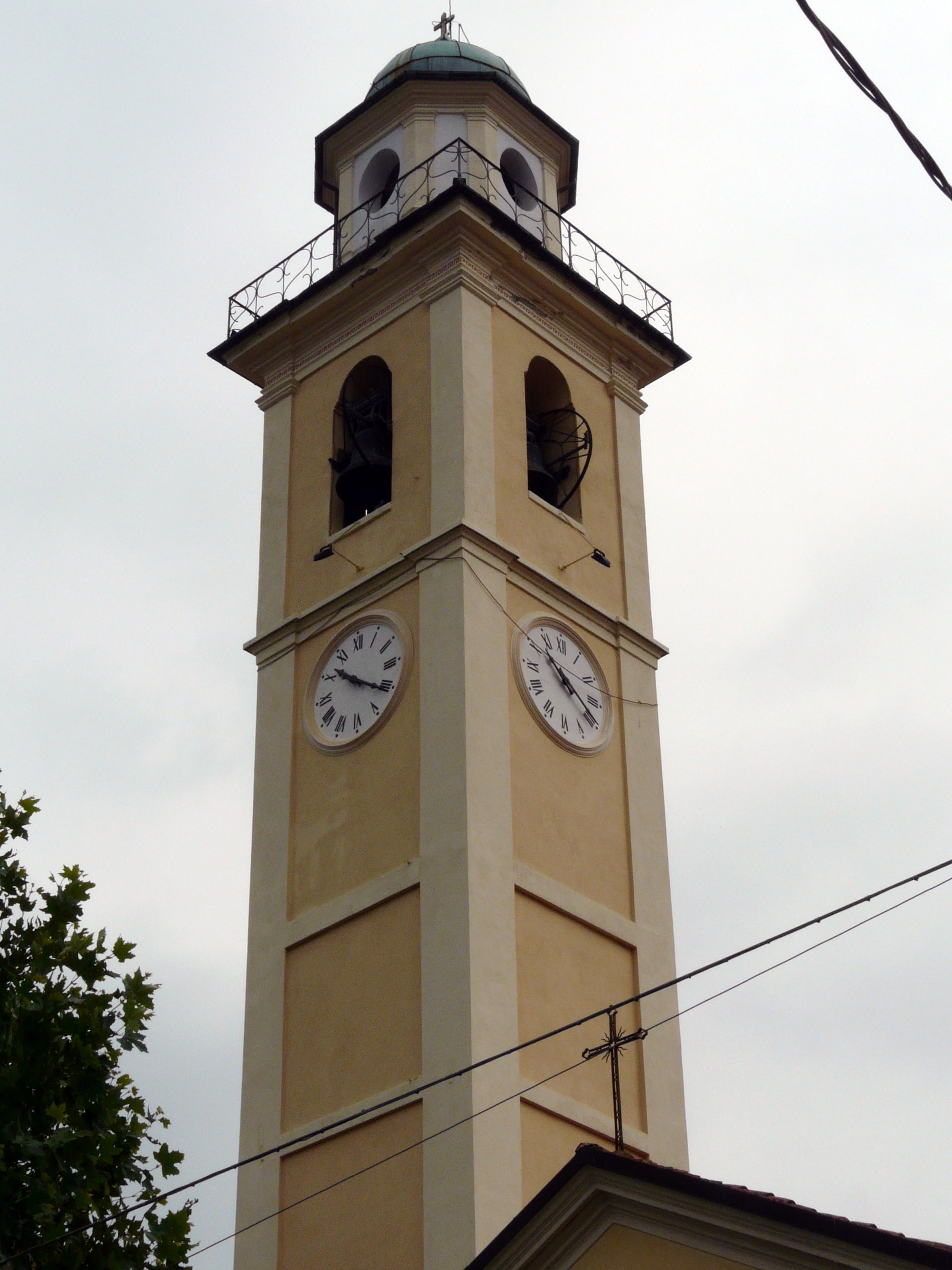
Il campanile

## Descrizione

### Esterno
La facciata a capanna della chiesa, rivolta a sudovest, è suddivisa da una cornice marcapiano in due registri, entrambi scanditi da lesene d'ordine dorico: quello inferiore presenta centralmente il portale d'ingresso, sormontato da un affresco, e due nicchie ospitanti delle statue, mentre quello superiore è caratterizzato da una finestra a lunetta e da altre due nicchie con statue ed è coronato dal timpano di forma triangolare.
Accanto alla parrocchiale si erge il campanile a base quadrata, la cui cella presenta su ogni lato una monofora a tutto sesto ed è coronata dalla cupola poggiante sul tamburo.

### Interno
L'interno dell'edificio, la cui pianta è a croce latina, si compone di un'unica navata, sulla quale si affacciano i bracci del transetto introdotti da archi a tutto sesto e le cui pareti sono scandite da paraste scanalate sorreggenti la trabeazione modanata e aggettante sopra la quale si imposta la volta a botte; al termine dell'aula si sviluppa il presbiterio, rialzato di alcuni gradini, voltato anch'esso a botte e chiuso dall'abside di forma semicircolare. Nel 1935 Luigi Costa realizzò le vetrate.
Qui sono conservate diverse opere di pregio, tra le quali i due affreschi raffiguranti il Buon Samaritano e il Figliol Prodigo e la statua lignea policroma dell'Assunta, risalente al Settecento